# Seznam pražských nemocnic
Seznam pražských nemocnic zahrnuje seznam všech lůžkových zdravotnických zařízení, která se nacházejí na území hlavního města Prahy. Z praktických důvodů jsou od sebe odděleny jednotlivé typy nemocnic a klinik.

## Velké nemocnice
- Fakultní nemocnice Bulovka
- Fakultní nemocnice Královské Vinohrady  (Vinohradská nemocnice)
- Fakultní nemocnice v Motole (Motolská nemocnice)
- Fakultní Thomayerova nemocnice (Krčská nemocnice)
- Ústřední vojenská nemocnice („Střešovická“ nemocnice)
- Všeobecná fakultní nemocnice v Praze

## Malé nemocnice
- CLINICUM, nemocnice Vysočany (bývalá Poliklinika Vysočany)
- Interna Co
- Interní nemocnice Vršovice
- Nemocnice Milosrdných sester sv. Karla Boromejského (bývalá Nemocnice Pod Petřínem)
- Nemocnice sv. Kříže Žižkov
- Nemocnice Na Františku s poliklinikou
- Nemocnice Na Homolce
- Nemocnice sv. Alžběty
- Západočeská nemocnice
- Nemocnice s poliklinikou Praha Italská (bývalá Železniční nemocnice Praha)

## Specializovaná vědecká a odborná pracoviště
- Psychiatrické centrum Praha
- Institut klinické a experimentální medicíny
- Pneumologická klinika 1. LF UK
- Ústav pro péči o matku a dítě (Praha-Podolí pod Vyšehradem)
- Ústav leteckého zdravotnictví (Praha-Dejvice)
- Ústav hematologie a krevní transfuze v Praze (ÚHKT)

## Ostatní
- Psychiatrická nemocnice Bohnice
- SDI

## Veterinární nemocnice
- Veterinární nemocnice Libuš
- Veterinární nemocnice Zahradní město
- VETCENTRUM Stodůlky - Veterinární nemocnice s nonstop pohotovostí